# Knippspröding
Knippspröding (Psathyrella multipedata) är en svampart som först beskrevs av Peck, och fick sitt nu gällande namn av A.H. Sm. 1941. Knippspröding ingår i släktet Psathyrella och familjen Psathyrellaceae.  Arten är reproducerande i Sverige. Inga underarter finns listade i Catalogue of Life.

## Bildgalleri

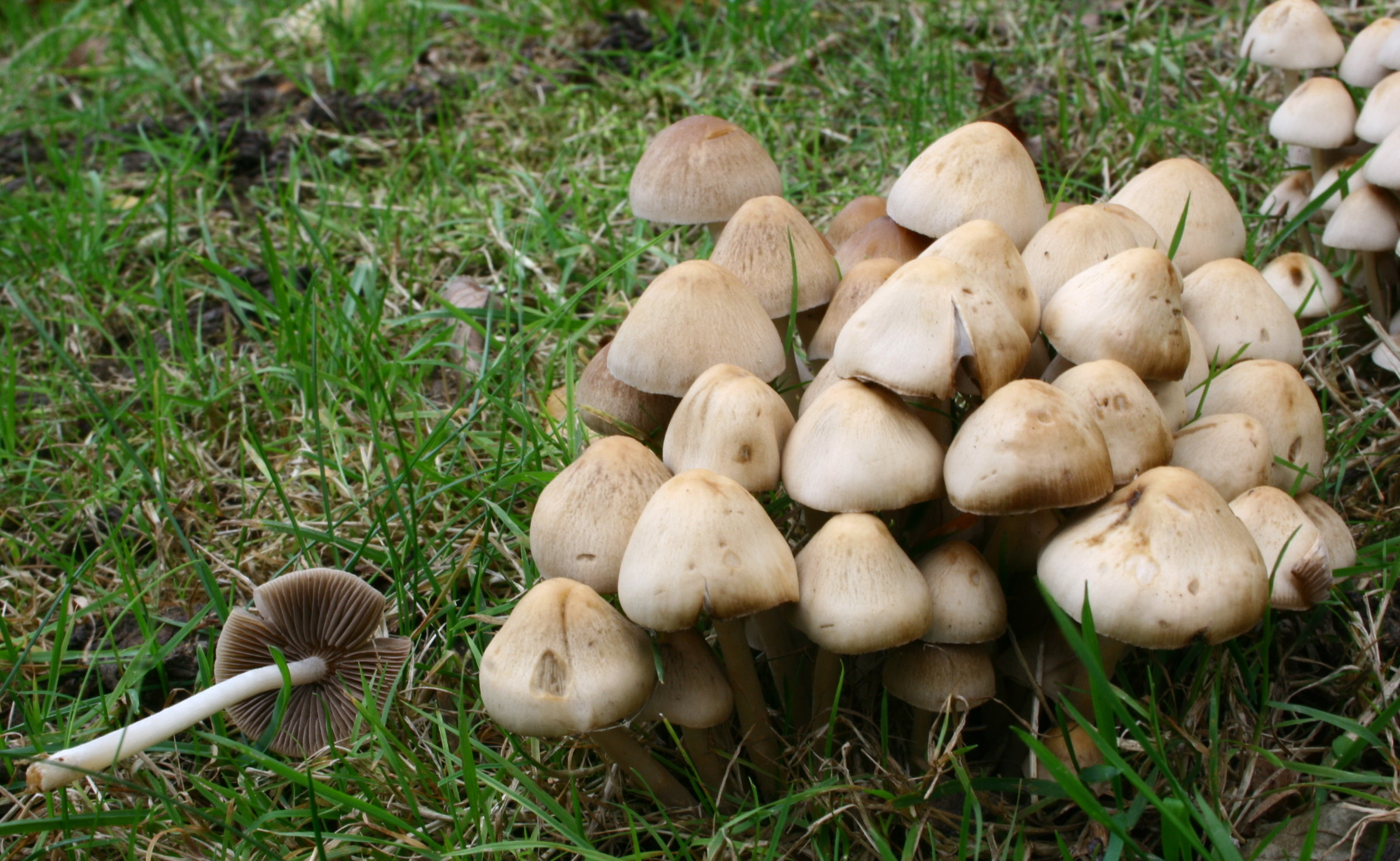